# Эр-Румма
Эр-Ру́мма (Эр-Ри́ма, Вади-эр-Румма, Румма, араб. وادي الرمة‎) — сухое русло (вади) в Саудовской Аравии. Вади пересекает Аравийский полуостров согласно общему наклону поверхности с запада на восток. Длина более 1000 километров (по другим данным — около 900 километров). Самая известная и одна из наиболее крупных долин вади в Неджде. Начинается в Хиджазе, к северо-востоку от Хайбара, идет на восток примерно 360 километров, поворачивает на северо-восток, пропадает в песках в пустыне Дехна близ города Бурайда и затем появляется под новым названием Эль-Батин и кончается около Басры в Ираке примерно в одной тысяче километров от своего «истока». В вади Эр-Румма находятся города Унайза и Бурайда, главные города саудовского округа Эль-Касим. Низовье вади относится к древним аллювиально-пролювиальным равнинам.
10 000 лет назад по долине протекала река, приток Шатт-эль-Араба. Существует гипотеза, что долина — след библейской реки Фисон (Пишон), вытекавшей из Эдема. Согласно историческим исследованиям долина заполняется трижды в столетие. В 1818 году долина была затоплена 40 дней, в 1956 году — 22 дня, в 1981 году — 17 дней. Долина заполнялась в 2007 году.